# Pegomya fumipennis
Pegomya fumipennis este o specie de muște din genul Pegomya, familia Anthomyiidae. A fost descrisă pentru prima dată de Huckett în anul 1939. Conform Catalogue of Life specia Pegomya fumipennis nu are subspecii cunoscute.